# Taudactylus acutirostris
Taudactylus acutirostris là một loài ếch trong họ Myobatrachidae. Chúng là loài đặc hữu của các suối trong rừng mưa ở vùng đất cao thuộc đông bắc Queensland, Úc.